# Sphenoptera basalis
Sphenoptera basalis es una especie de escarabajo del género Sphenoptera, familia Buprestidae. Fue descrita científicamente por Morawitz en 1861.

## Distribución
Habita en la región paleártica.